# Aedes njombiensis
Aedes njombiensis är en tvåvingeart som beskrevs av Huang 1997. Aedes njombiensis ingår i släktet Aedes och familjen stickmyggor. Inga underarter finns listade i Catalogue of Life.